# 実運
実運（じちうん、じつうん、長治2年（1105年）- 永暦元年2月24日（1160年4月2日）は、平安時代後期の真言宗の僧。父は左大臣源俊房であり勝覚の実弟である。
幼年は明海(みょうかい)と号す。実兄・勝覚に従い出家するが、勝覚には卓抜した弟子が多く、その中でも定海を正嫡と定めた。勝覚は入滅に際して定海に伝法灌頂を実運に授ける旨の遺言を残す。しかし実運は定海を師として敬わず、醍醐寺を離れ勧修寺の寛信に受法した。これにより定海は元海を付法の弟子と定めた。寛信は実運に勧修寺の秘伝を悉く授け勧修寺流の正嫡と定めた。しかし実運は再び醍醐寺に帰り元海の弟子となる（この時に名を明海から実運と改める）。
保元元年（1156年）6月13日に定海より伝法灌頂を授かり、醍醐寺三宝院流の正嫡となり、醍醐寺第十七世座主となる。永暦元年（1160年）に座主職を乗海に譲り、同年2月24日に入寂する。

## 著作
- 金宝抄十巻（寛信より受法する勧修寺流の諸尊法口決）
- 玄秘抄十七巻（元海より受法する三宝院流の諸尊法口決）
- 諸尊要抄十五帖

## 伝記
- 本朝高僧伝、国訳一切経和漢撰述部、823頁
- 望月仏教大辞典、1932頁
- 真言宗全書、第43巻、316頁
- 密教大辞典、981頁